# 16 Samodzielny Batalion Piechoty Zmotoryzowanej (Ukraina)
16 Samodzielny Batalion Piechoty Zmotoryzowanej „Połtawa” – batalion Wojsk Lądowych Ukrainy, podporządkowany 92 Samodzielnej Brygadzie Zmechanizowanej. Jako batalion obrony terytorialnej brał udział w konflikcie na wschodniej Ukrainie. Batalion stacjonuje w Konotopie w obwodzie sumskim.

## Wykorzystanie bojowe
Pierwsze dwie samodzielne grupy batalionu wysłano na wschód kraju, z zadaniem ochrony lotnisk wojskowych w Myrhorodzie i Czuhujiwie oraz innych ważnych obiektów w obwodzie charkowskim. 20 czerwca podano, że w okolicach Połtawy rannych zostało dwóch żołnierzy batalionu, którzy wymagają transfuzji krwi. Od 22 lipca batalion zabezpieczał sześć pozycji w południowo-wschodniej części obwodu charkowskiego. Na początku sierpnia w wyniku ostrzału punktu kontrolnego Połtawy, jeden z żołnierzy stracił prawą nogę. 31 sierpnia pod Artemiwśkiem inny żołnierz odniósł trzy rany postrzałowe. 1 września jeden z żołnierzy samowolnie opuścił swoją pozycję i zdezerterował, jednak później został złapany, aresztowany i osadzony w więzieniu wojskowym na sześć miesięcy. Z końcem października zaczęły się przygotowania do przeniesienia do obwodu odeskiego, gdzie Połtawa miała ochraniać granicę z samozwańczym Naddniestrzem razem ze służbami granicznymi. W lutym 2015 roku batalion ponownie brał udział w misjach bojowych w obwodzie ługańskim.